# Педроса-дель-Принсіпе
Педроса-дель-Принсіпе (ісп. Pedrosa del Príncipe) — муніципалітет в Іспанії, у складі автономної спільноти Кастилія-і-Леон, у провінції Бургос. Населення — 172 особи (2010).
Муніципалітет розташований на відстані близько 210 км на північ від Мадрида, 42 км на захід від Бургоса.

## Демографія
Динаміка населення (INE ):